# Terobiella similis
Terobiella similis är en stekelart som först beskrevs av Girault 1917.  Terobiella similis ingår i släktet Terobiella och familjen puppglanssteklar. Inga underarter finns listade i Catalogue of Life.